# Apanteles mutilia
Apanteles mutilia är en stekelart som beskrevs av Nixon 1965. Apanteles mutilia ingår i släktet Apanteles och familjen bracksteklar. Inga underarter finns listade i Catalogue of Life.